# 8P8C

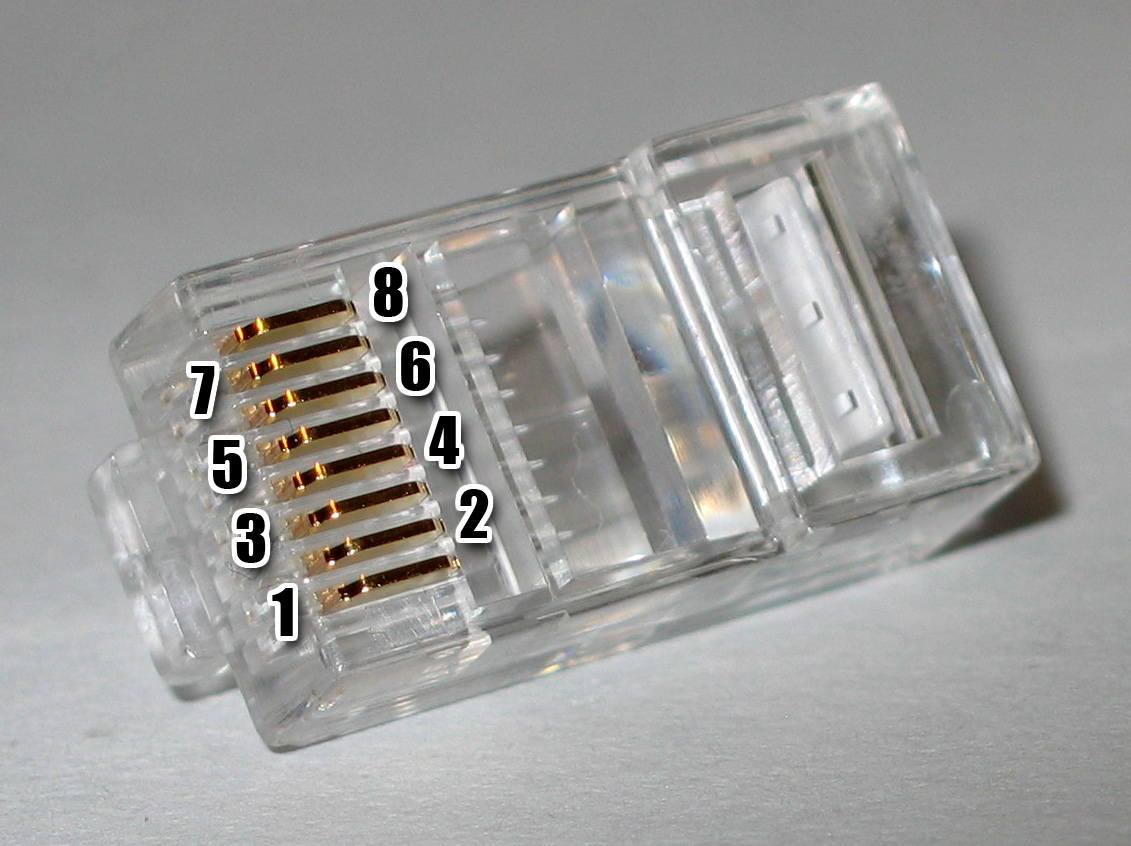
Нумерация контактов в штекере 8P8C

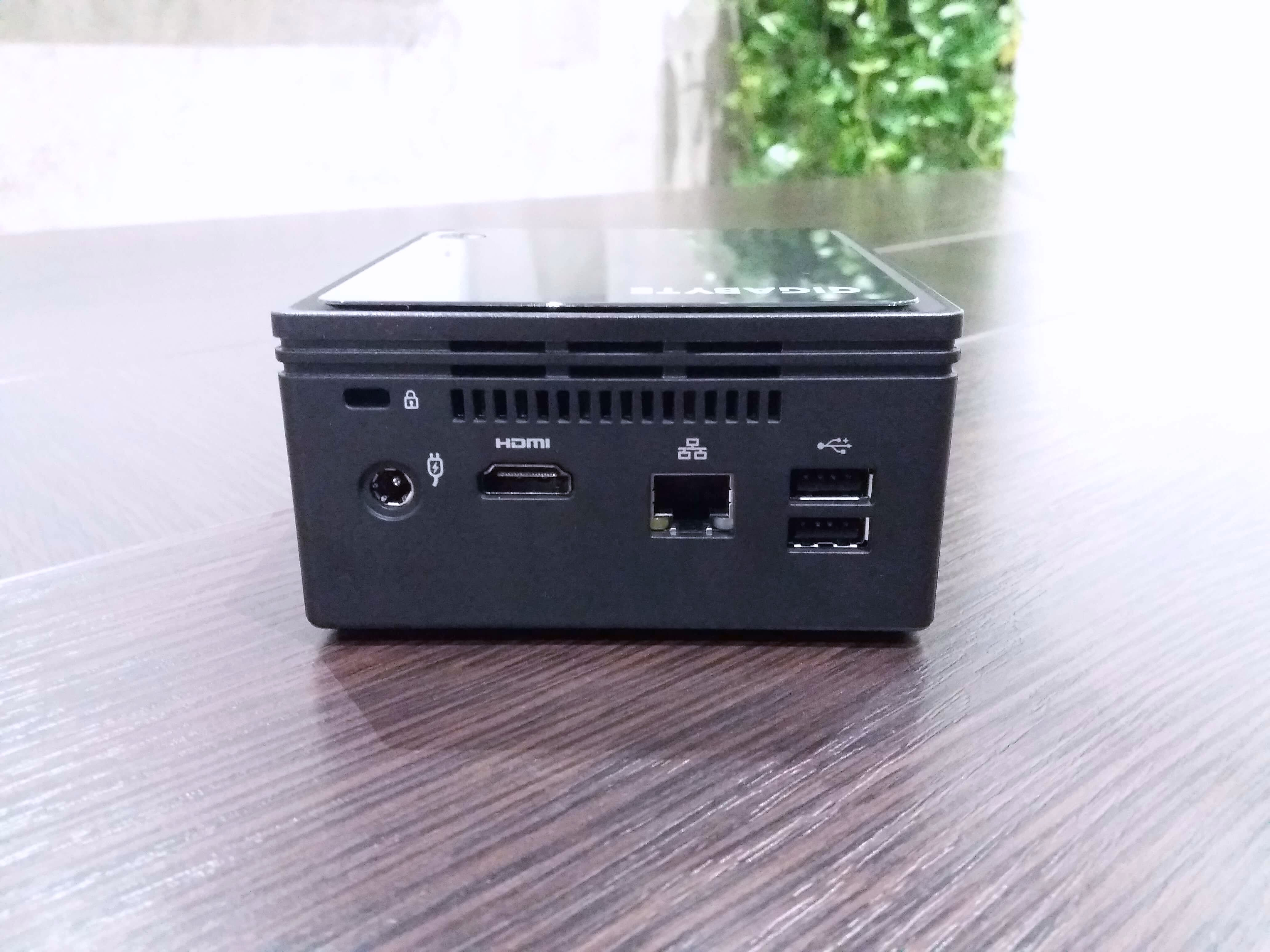
Разъём 8P8C на неттопе Gigabyte BRIX

Пример обжимного инструмента — кримпера

8P8C (8 Position 8 Contact) — унифицированный модульный разъем, используемый в телекоммуникации. Имеет 8 контактов и фиксатор.
| Разъём | Длина | Ширина | Высота |
| ------ | ----- | ------ | ------ |
| 4P4C   |       | 7,7    |        |
| 6P6C   | 13,34 | 9,85   | 6,60   |
| 8P8C   | 22,48 | 11,68  | 8,00   |

Используется для создания ЛВС по технологиям 10BASE-T, 100BASE-TX, 1000BASE-T и IEEE 802.3bz с использованием 4-парных кабелей типа «витая пара». Используется во многих других областях и для построения иных сетей.
Телефонный унифицированный штекер 6P2C/6P4C/6P6C меньше по размеру и может вставляться в гнёзда 8P8C, однако края его корпуса подгибают два крайних контакта гнезда 8P8C, из-за чего, при длительном использовании, они могут терять упругость и «западать», ухудшая электрический контакт.
Для создания полного соединения с сигнальным кабелем проводники вводятся в разъём согласно соответствующим стандартам и обжимаются специальным обжимным инструментом (кримпером). При обжиме для сетей Ethernet используются таблицы T568A и T568B.
Разъёмы 8P8C существуют для однопроволочных жил (Solid), многопроволочных жил (Patch), а также универсальные (Universal). Имеют маркировку PLUG-8P8C-x, где x может иметь следующие значения: U — универсальный (многоцелевой), S — однопроволочный, P — многопроволочный. Недопустимо использовать разъём для однопроволочного кабеля совместно с многопроволочным кабелем и наоборот, так как это приводит к повреждению жил кабеля.
Зачастую ошибочно называется RJ-45
В противоположность выдуманному «обычному 45» существует настоящий, но устаревший, вследствие чего редкий, RJ-45S, фактически являющийся 8P4C с ключом.